# Torre de Loorenkopf
La torre de observación Loorenkopf se encuentra en Adlisberg en el municipio de Zúrich en el cantón de Zúrich. La torre fue construida en 1954 por la Asociación de Embellecimiento de Zúrich.

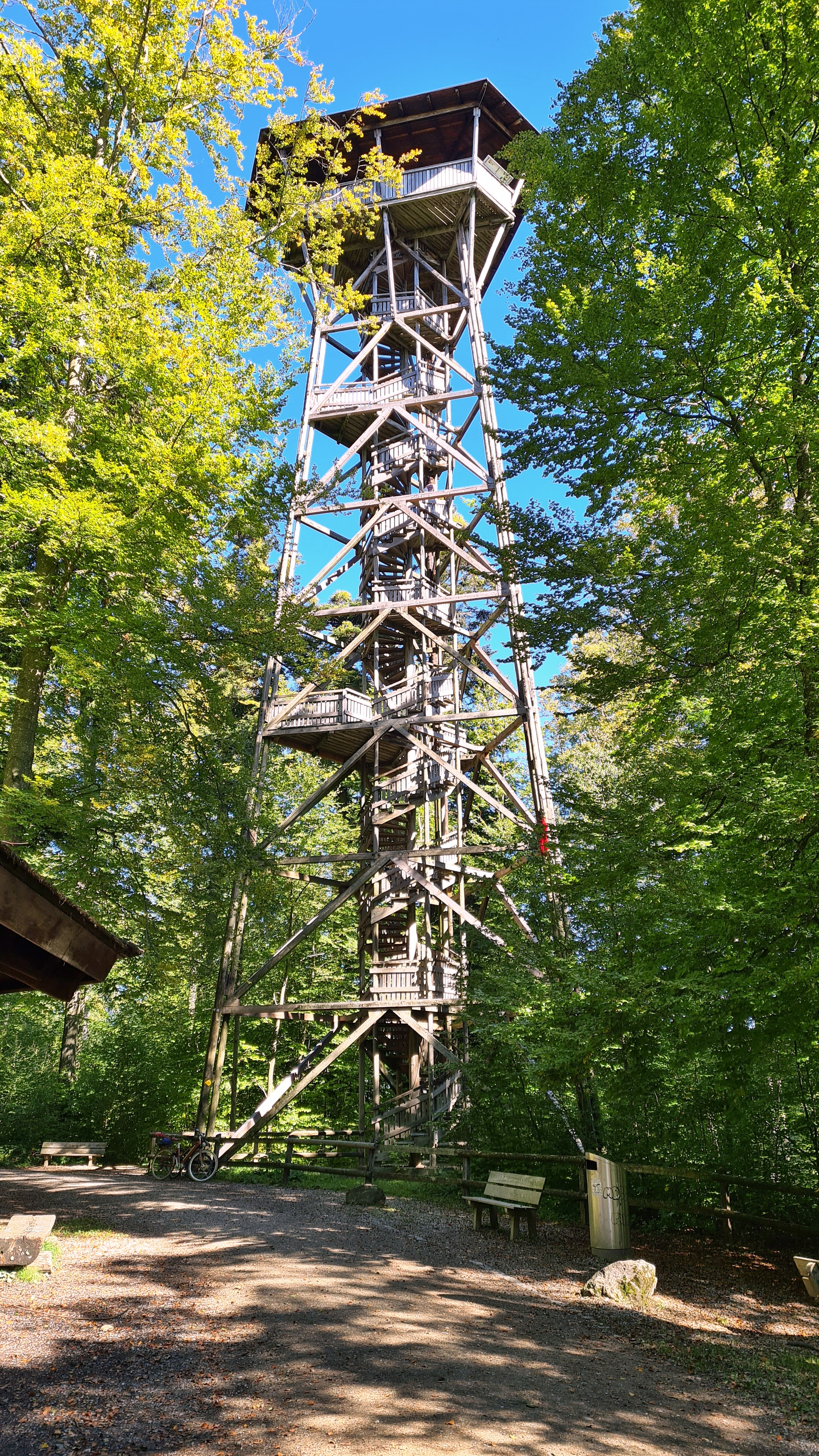

La torre de madera tiene 33,32 metros de altura, la plataforma de observación tiene 30 metros de altura y fue inaugurada el 18 de agosto de 1954. Hay cuatro bancos y tres paneles panorámicos.
En unos 15 minutos, las rutas de senderismo conducen desde el estacionamiento en Katzenschwanzstrasse hasta la torre de observación. La plataforma de observación se asciende a través de 152 escalones y 2 descansos intermedios. La torre ofrece una vista desde Hörnli hasta Pilatus. Junto a la torre hay una cabaña en el bosque, fogatas y varias áreas para sentarse.

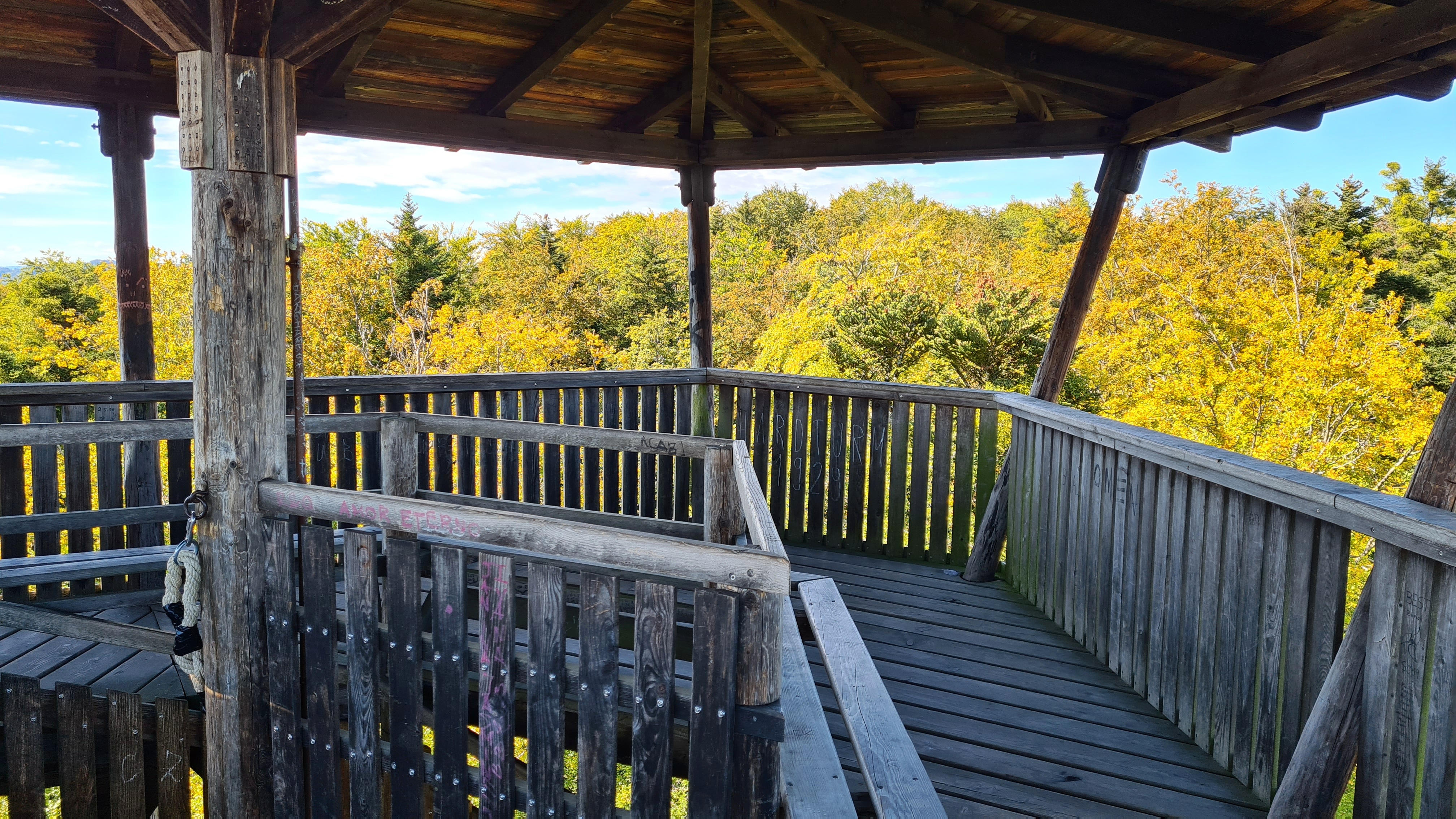
Plataforma de observación
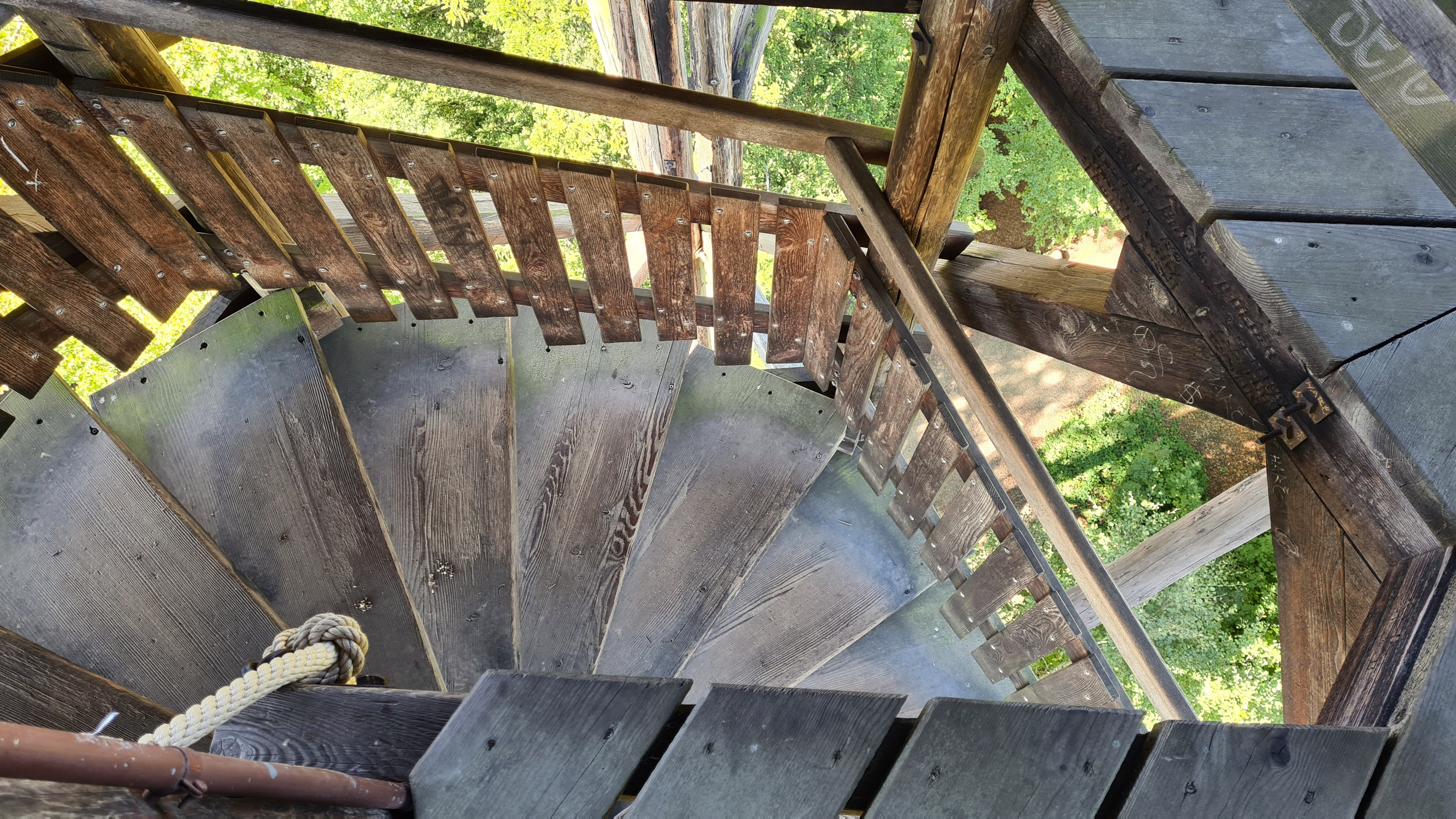
Escalera
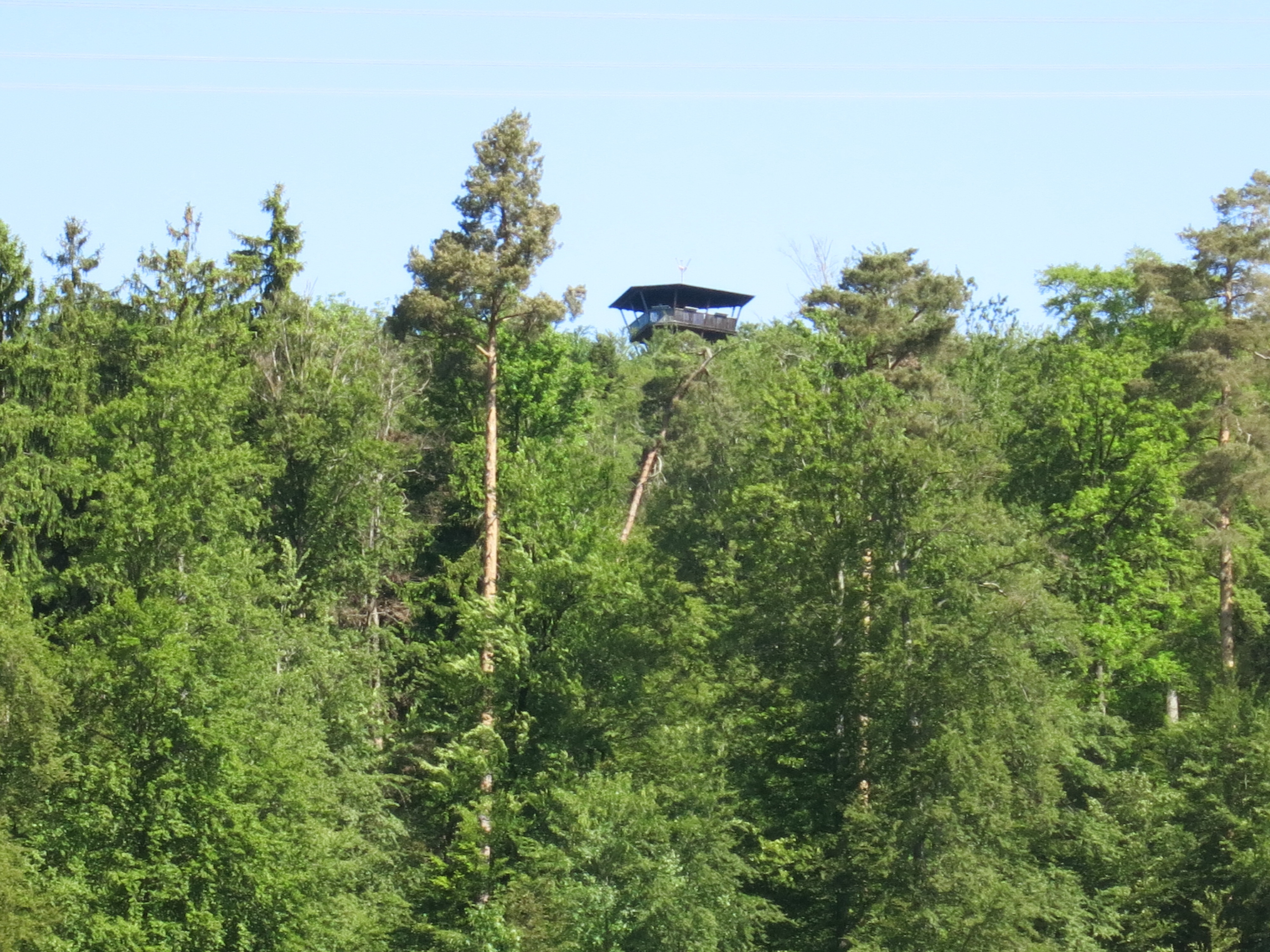
Bosque

## Especificaciones técnicas
- Año de construcción: 1954
- Altura de la aguja sobre el suelo: 33,32 m
- Plano de planta: triangular, cada uno de 9,8 m de largo
- En el medio de la torre construcción de escaleras con escalera de caracol de 152 escalones
- A una altura de 30 m, una plataforma de 30 m² que sobresale de la estructura, techada
- Se utilizaron los siguientes materiales: 14 m³ de madera en rollo, 17 m³ de madera escuadrada, 1620 piezas de tornillos de construcción (900 kg de peso), 500 kg de hierro plano de conexión, 288 tacos de anillo